# Planet (canción)
«Planet» es el último sencillo de un total de 6 correspondientes al álbum Here Today, Tomorrow, Next Week! de la banda islandesa The Sugarcubes en la que se encontraba la cantante y compositora Björk. El mismo fue lanzado en enero de 1990.

## Lista de canciones
1. «Planet» – (3:25)
2. «Sommersault» Version (Planet) – (3:25)